# Силикано (Лука)
Силикано је насеље у Италији у округу Лука, региону Тоскана.
Према процени из 2011. у насељу је живело 128 становника. Насеље се налази на надморској висини од 616 м.